# Declaración (lógica)
En lógica, una declaración puede ser:
- (a) una sentencia declarativa con significación que puede ser verdadera o falsa, o
- (b) una afirmación que es hecha por una sentencia declarativa verdadera o una sentencia judicial de la misma forma que se puede o falsa.

El primer caso difiere del segundo es que es solo una formulación de una declaración, aunque hay muchas otras formulaciones para expresar la misma declaración.